# Toftaholm
Toftaholm is een plaats in de gemeente Eslöv in Skåne, de zuidelijkste provincie van Zweden. De plaats heeft 93 inwoners (2000) en een oppervlakte van 5 hectare. Alleen de zuidelijke delen van het dorp worden officieel tot het dorp zelf gerekend, de noordelijke delen worden gerekend als platteland.